# Mstislav Kéldix
Mstislav Kéldix (rus: Мстислав Всеволодович Келдыш)  (Riga, 28 de gener de 1911 (Julià) - Moscou, 24 de juny de 1978) va ser un matemàtic i físic teòric soviètic.

## Vida i obra
Kéldix va néixer en una família noble: el seu pare era un enginyer militar que va participar en el disseny del canal i del metro de Moscou i que, a la data del seu naixement, era professor del Politècnic de Riga. El 1915, amb la invasió alemanya, la família es va traslladar a Moscou on van patir grans penalitats i, fins t tot, fam. El 1918, es van tornar a traslladar a Ivànovo, on va ser educat per la seva germana gran Liudmila. A partir de 1927 va estudiar a la universitat Estatal de Moscou en la qual es va graduar el 1931 i, a continuació va treballar a l'Institut Central d'Aerohidrodinàmica. En aquest temps va publicar treballs importants per resoldre el problema de l'aleteig dels avions. El 1938 va rebre el doctorat en matemàtiques. El 1946 va ser escollit membre de l'Acadèmia de Ciències de la Unió Soviètica i, a partir d'aquesta data, va dirigir els càlculs i còmputs dels projectes estratègics espacials, atòmics i militars del seu país. El 1961 va ser nomenat president de l'Acadèmia de Ciències i, des d'aquest càrrec, va impulsar les matemàtiques aplicades i la informatització. El 1973 va ser l'encarregat de defensar la postura comunista ortodoxa davant el dissident Andrei Sàkharov. Es va retirar el 1975.
A més dels seus treballs científics, Kéldix és recordat com un organitzador de la ciència, que va influir notablement en el panorama de les institucions científiques soviètiques que en molts casos perduren encara. També va ser un dels col·laboradors més actius en el programa de proves Apollo-Soiuz, el programa conjunt d'exploració espacial dels Estats Units i la Unió Soviètica.